# 洪堡縣 (加利福尼亞州)
洪堡縣（英語：Humboldt County）是美国加利福尼亚州西北部的一個縣，西臨太平洋。面積10,495平方公里。根據美国普查局2020年的統計，共有人口136,463人。縣治尤里卡（Eureka）。該縣成立於1853年，縣名紀念德国著名的博物學家亚历山大·冯·洪堡。縣內80%的人口都聚集在洪堡灣附近。
洪堡縣全縣落在门多西诺断层断裂带上，地震活动频繁。矩震級7.2的1992年门多西诺角地震震中卽在附近，2010年當地再次發生矩震級6.5的強震。2014再次發生矩震級6.9的芬代尔地震。

## 地理

### 建制市镇
| 自治体（市/镇）              | 成立年份 | 人口（2018） |
| ---------------------------- | -------- | ------------ |
| 阿克塔（Arcata）             | 1858     | 18,257       |
| 蓝湖／青胡（Blue Lake）      | 1910     | 1,265        |
| 尤里卡（Eureka）             | 1874     | 26,998       |
| 芬代尔（Ferndale）           | 1893     | 1,372        |
| 福图纳（Fortuna）            | 1906     | 12,280       |
| 力拓戴尔／戴尔河（Rio Dell） | 1965     | 3,408        |
| 特立尼达（Trinidad）         | 1870     | 359          |